# Nippon Series
A Nippon Series é a chamada final da Nippon Professional Baseball (NPB). 
É realizada anualmente entre os campeões da Liga Central e a Liga do Pacífico em uma série de melhor de 7.

## Edições
| Ano  | Campeão                      | Resultado | Vice                         |
| ---- | ---------------------------- | --------- | ---------------------------- |
| 1950 | Mainichi Orions              | 4-2       | Shochiku Robins              |
| 1951 | Yomiuri Giants               | 4-2       | Nankai Hawks                 |
| 1952 | Yomiuri Giants               | 4-2       | Nankai Hawks                 |
| 1953 | Yomiuri Giants               | 4-2-1     | Nankai Hawks                 |
| 1954 | Chunichi Dragons             | 4-3       | Nishitetsu Lions             |
| 1955 | Yomiuri Giants               | 4-3       | Nankai Hawks                 |
| 1956 | Nishitetsu Lions             | 4-2       | Yomiuri Giants               |
| 1957 | Nishitetsu Lions             | 4-0-1     | Yomiuri Giants               |
| 1958 | Nishitetsu Lions             | 4-3       | Yomiuri Giants               |
| 1959 | Nankai Hawks                 | 4-0       | Yomiuri Giants               |
| 1960 | Taiyo Whales                 | 4-0       | Daimai Orions                |
| 1961 | Yomiuri Giants               | 4-2       | Nankai Hawks                 |
| 1962 | Toei Flyers                  | 4-2-1     | Hanshin Tigers               |
| 1963 | Yomiuri Giants               | 4-3       | Nishitetsu Lions             |
| 1964 | Nankai Hawks                 | 4-3       | Hanshin Tigers               |
| 1965 | Yomiuri Giants               | 4-1       | Nankai Hawks                 |
| 1966 | Yomiuri Giants               | 4-2       | Nankai Hawks                 |
| 1967 | Yomiuri Giants               | 4-2       | Hankyu Braves                |
| 1968 | Yomiuri Giants               | 4-2       | Hankyu Braves                |
| 1969 | Yomiuri Giants               | 4-2       | Hankyu Braves                |
| 1970 | Yomiuri Giants               | 4-1       | Lotte Orions                 |
| 1971 | Yomiuri Giants               | 4-1       | Hankyu Braves                |
| 1972 | Yomiuri Giants               | 4-1       | Hankyu Braves                |
| 1973 | Yomiuri Giants               | 4-1       | Nankai Hawks                 |
| 1974 | Lotte Orions                 | 4-2       | Chunichi Dragons             |
| 1975 | Hankyu Braves                | 4-0-1     | Hiroshima Carp               |
| 1976 | Hankyu Braves                | 4-3       | Yomiuri Giants               |
| 1977 | Hankyu Braves                | 4-1       | Yomiuri Giants               |
| 1978 | Yakult Swallows              | 4-3       | Hankyu Braves                |
| 1979 | Hiroshima Toyo Carp          | 4-3       | Kintetsu Buffaloes           |
| 1980 | Hiroshima Toyo Carp          | 4-3       | Kintetsu Buffaloes           |
| 1981 | Yomiuri Giants               | 4-2       | Nippon Ham Fighters          |
| 1982 | Seibu Lions                  | 4-3       | Chunichi Dragons             |
| 1983 | Seibu Lions                  | 4-3       | Yomiuri Giants               |
| 1984 | Hiroshima Toyo Carp          | 4-3       | Hankyu Braves                |
| 1985 | Hanshin Tigers               | 4-2       | Seibu Lions                  |
| 1986 | Seibu Lions                  | 4-3-1     | Hiroshima Carp               |
| 1987 | Seibu Lions                  | 4-2       | Yomiuri Giants               |
| 1988 | Seibu Lions                  | 4-1       | Chunichi Dragons             |
| 1989 | Yomiuri Giants               | 4-3       | Kintetsu Buffaloes           |
| 1990 | Seibu Lions                  | 4-0       | Yomiuri Giants               |
| 1991 | Seibu Lions                  | 4-3       | Hiroshima Carp               |
| 1992 | Seibu Lions                  | 4-3       | Yakult Swallows              |
| 1993 | Yakult Swallows              | 4-3       | Seibu Lions                  |
| 1994 | Yomiuri Giants               | 4-1       | Seibu Lions                  |
| 1995 | Yakult Swallows              | 4-1       | Orix Blue Wave               |
| 1996 | Orix Blue Wave               | 4-1       | Yomiuri Giants               |
| 1997 | Yakult Swallows              | 4-1       | Seibu Lions                  |
| 1998 | Yokohama BayStars            | 4-2       | Seibu Lions                  |
| 1999 | Fukuoka Daiei Hawks          | 4-1       | Chunichi Dragons             |
| 2000 | Yomiuri Giants               | 4-2       | Fukuoka Daiei Hawks          |
| 2001 | Yakult Swallows              | 4-1       | Osaka Kintetsu Buffaloes     |
| 2002 | Yomiuri Giants               | 4-0       | Seibu Lions                  |
| 2003 | Fukuoka Daiei Hawks          | 4-3       | Hanshin Tigers               |
| 2004 | Seibu Lions                  | 4-3       | Chunichi Dragons             |
| 2005 | Chiba Lotte Marines          | 4-0       | Hanshin Tigers               |
| 2006 | Hokkaido Nippon Ham Fighters | 4-1       | Chunichi Dragons             |
| 2007 | Chunichi Dragons             | 4-1       | Hokkaido Nippon Ham Fighters |
| 2008 | Seibu Lions                  | 4-3       | Yomiuri Giants               |
| 2009 | Yomiuri Giants               | 4-2       | Hokkaido Nippon Ham Fighters |
| 2010 | Chiba Lotte Marines          | 4-2-1     | Chunichi Dragons             |
| 2011 | Fukuoka SoftBank Hawks       | 4-3       | Chunichi Dragons             |
| 2012 | Yomiuri Giants               | 4-2       | Hokkaido Nippon Ham Fighters |
| 2013 | Tohoku Rakuten Golden Eagles | 4-3       | Yomiuri Giants               |

## Títulos
| Time                         | Campeão |
| ---------------------------- | ------- |
| Yomiuri Giants               | 21      |
| Seibu Lions                  | 12      |
| Tokyo Yakult Swallows        | 5       |
| Fukuoka SoftBank Hawks       | 4       |
| Orix Buffaloes               | 4       |
| Hiroshima Carp               | 3       |
| Chiba Lotte Marines          | 3       |
| Hokkaido Nippon Ham Fighters | 2       |
| Yokohama DeNA BayStars       | 2       |
| Chunichi Dragons             | 2       |
| Hanshin Tigers               | 1       |
| Tohoku Rakuten Golden Eagles | 1       |